# St. Katharina (Hora Svaté Kateřiny)

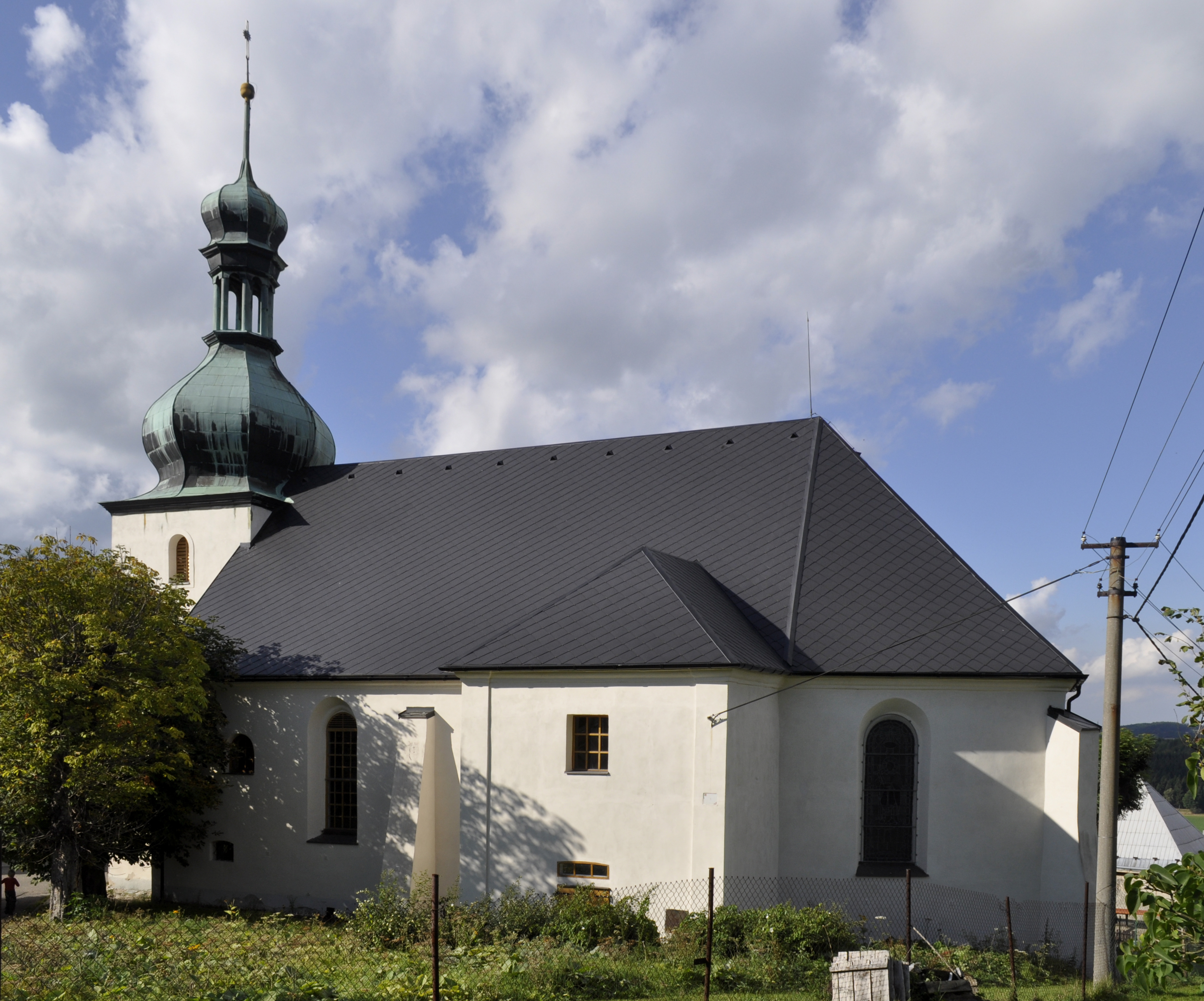
St. Katharina in Hora Svate Kateriny

Die Barockkirche St. Katharina in Hora Svate Kateřiny ist die denkmalgeschützte Kirche der Stadt Hora Svaté Kateřiny (Katharinaberg), in der Aussiger Region in Tschechien.
Einst als evangelisch-lutherische Kirche gebaut, wurde sie im Zuge der Gegenreformation 1628 ein römisch-katholisches Gotteshaus. Die Kirche ist auf der Zentralen Liste der Kulturdenkmäler der Tschechischen Republik gelistet.

## Geschichte
Eine erste Kirche am Ort dürfte zwischen 1480 und 1500 erbaut worden sein. Bereits um 1530 gab es hier eine lutherische Gemeinde. Ende des 16. Jahrhunderts war die alte Kirche baufällig geworden.
Während der Amtszeit des letzten lutherischen Pfarrers von Katharinaberg, Simon Weber, erfolgte von 1611 bis 1615 der Neubau der heutigen Kirche, die am 17. Oktober 1611 eingeweiht wurde. Den Bau leiteten Meister Merten Kretzschmann aus Oberbobritzsch und der Katharinaberger Zimmerermeister Michael Leister. In den Jahren 1784 bis 1786 wurde die Kirche im Stil des Spätbarock umgebaut, wobei auch die prächtigen Deckengemälde von Joseph Fuchs entstanden.
Erhaltungsmaßnahmen an der Kirche erfolgten in den 1920er Jahren, in den 1970er Jahren durch die Familie Hylna, die damals das Pfarrhaus bewohnte, sowie in den Jahren 2008/2009 im Außenbereich. Das Innere der Kirche ist zurzeit (2021) noch stark restaurierungsbedürftig.

## Ausstattung

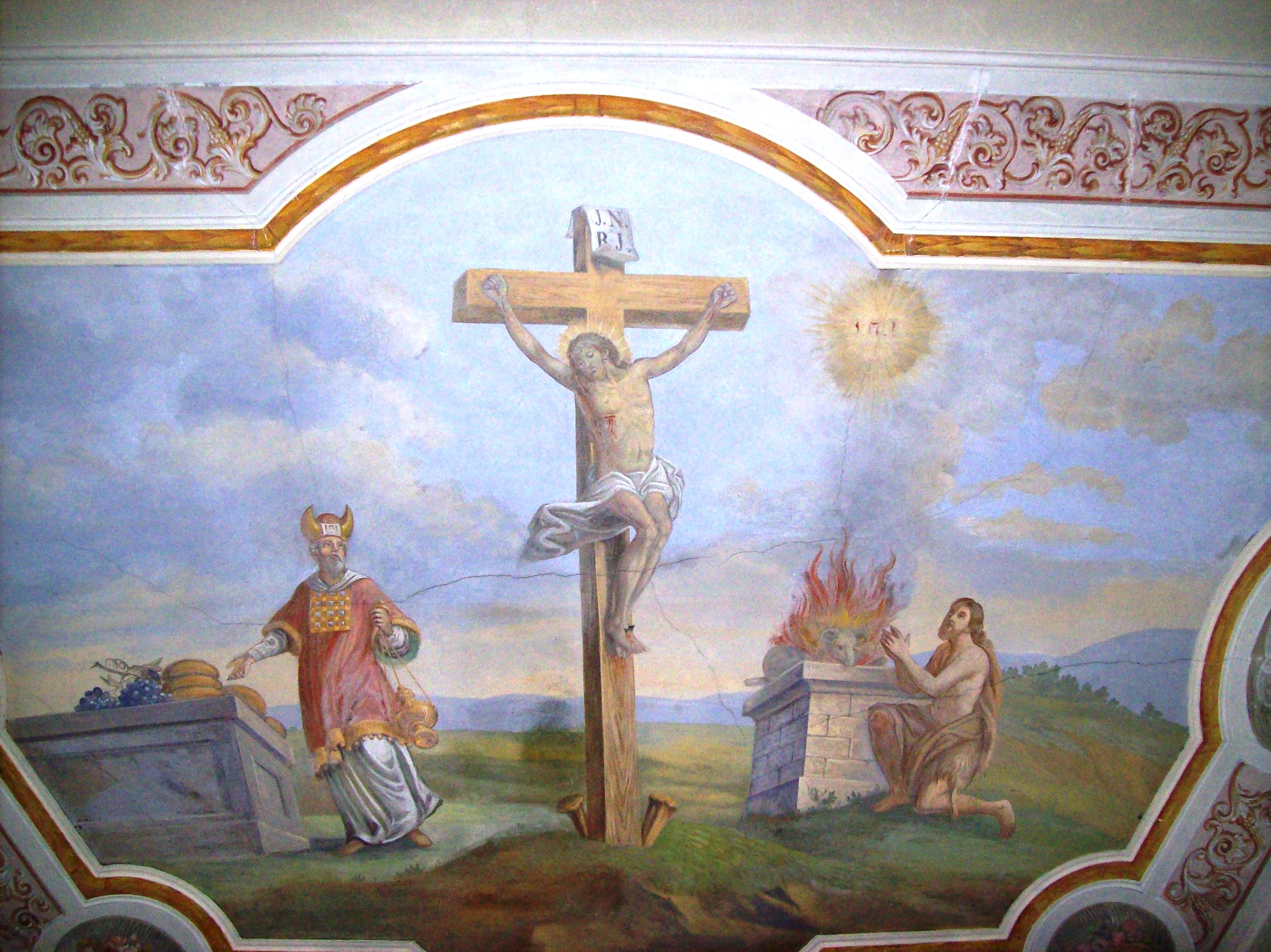
Deckengemälde Kreuzigung Christi

Große Glocke von 1616

- Die Kirchendecke wird von drei Deckengemälden mit biblischen Szenen geschmückt, die der 1743 in Katharinaberg geborene Maler Joseph Fuchs nach Vorgaben des damaligen Pfarrers Karl Janka 1785/86 geschaffen hat. Sie zeigen über dem Altar die Kreuzigung Christi, die um zwei alttestamentliche Szenen (Opfer des Melchisedek und Opfer von Abel) ergänzt wird. Über dem Kirchenschiff ist der Besuch Jesu im Hause des Pharisäers Simon von Bethanien zu sehen (Lk 7,36–50 EU). Über der Orgel befindet sich eine Darstellung der Geburt Christi mit der Anbetung der Hirten (Lk 2 EU).
- Den heutigen, neubarocken Hauptaltar schuf der Katharinaberger Franz Euschner um 1920, wobei er das Altarbild, das die Namenspatronin der Stadt und der Kirche, die Heilige Katharina von Alexandrien in himmlischer Herrlichkeit zeigt, in den neuen Altar übernommen hat. Dieses Bild schuf Adolf Joseph Weidlich (1816–1885) um 1860.
- Die Kanzel, wohl 1785 entstanden, zeigt Szenen aus dem Leben der Heiligen Katharina von Alexandrien.
- Die einmanualige Orgel ist ein Werk der Orgelbauwerkstatt Feller aus Königswald aus dem Jahr 1849.
- Die 14 Bilder der Kreuzwegstationen schuf um 1860 ein Maler aus dem nahen Georgenthal nach dem bekannten Vorbild des Kreuzwegs von Joseph von Führich
- In einer Nebenkapelle befindet sich das 1871 von Ferdinand Michl gestiftete Heilige Grab, eine Arbeit aus Transparentglas.
- Der Turm enthält bis heute die 1616 von Paul Münich aus Laun (Louny) vor Ort gegossene Glocke. Sie trägt die Inschrift: „Ein christlich Werk bin ich, zu Gottes Wort ruf ich, Paul Münich aus Laun schuf mich.“